# Dürnkrut
Dürnkrut (cz. Suché Kruty) – gmina targowa w północno-wschodniej Austrii, w kraju związkowym Dolna Austria, w powiecie Gänserndorf. Liczy 2 261 mieszkańców (1 stycznia 2014).

## Historia
Pod tą miejscowością dn. 26 sierpnia 1278 r. miała miejsce bitwa pod Suchymi Krutami między wojskami króla niemieckiego Rudolfa I Habsburga a Przemysłem Ottokarem II, królem Czech.